# Ga Sukhumvit MRT
Ga Sukhumvit MRT (tiếng Thái: สถานีสุขุมวิท, RTGS: Sathani Sukhumwit) là một ga MRT trên Tuyến Xanh Dương, nằm bên dưới giao lộ Asok giữa Đường Sukhumvit và Đường Asok Montri tại Băng Cốc, Thái Lan. Nhà ga giao với BTS Tuyến Sukhumvit. Nó là một trong những nhà ga đông đúc nhất toàn hệ thống.
Nhà ga có 3 tầng ngầm bao gồm khu vực mua sắm.

## Kết nối với BTS
Nhà ga kết nối BTS Ga Asok thông qua lối bộ hành trên cao. Hệ thống giá vé giữa hai tuyến vẫn chưa được đồng bộ.

## Địa điểm thu hút

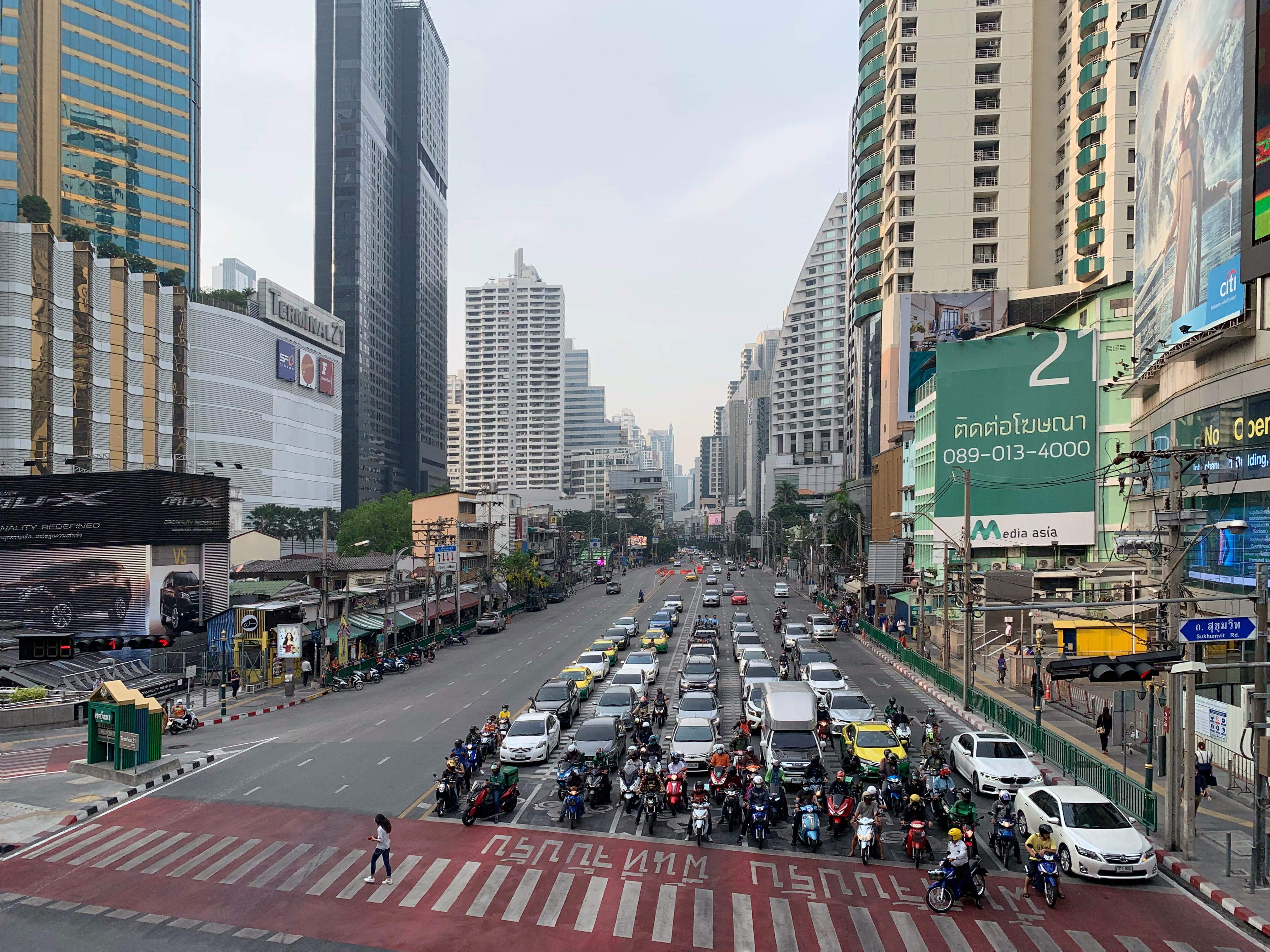
Điểm bắt đầu Thanon Asok Montri tại chỗ sang đường Thanon Sukhumvit, ở trên là tuyến MRT hướng về phía Bắc. Toà nhà Grand Millenium nằm ở phía bên phải, Terminal 21 nằm ở phía bên trái

- Hiệp hội Siam
- Soi Cowboy
- Đại sứ quán Ấn Độ
- Đại học Srinakharinwirot
- Công viên Benchakitti

### Trung tâm thương mại
- Robinson
- Timesquare
- Sukhumvit Plaza
- Foodland Supermarket
- Terminal 21

### Văn phòng
- Interchange 21 Tower
- Exchange Tower
- GMM Grammy Place
- BB Tower

### Khách sạn
- Sheraton Grande Sukhumvit Hotel